# Bálint József (közgazdász)
Bálint József (Kemecse, 1930. január 15. – Budapest, 2024. május 2.) közgazdász, statisztikus, az MSZMP KB Gazdaságpolitikai Osztály vezetője az új gazdasági mechanizmus bevezetése alatt,  a Központi Statisztikai Hivatal elnöke 1973-tól 1979-ig.
A közgazdaságtudományok kandidátusa.

## Élete
1930. január 15-én a Szabolcs-Szatmár megyei Kemecsén született. Apja Bálint Sándor, aki fiatal korában uradalmi cselédként dolgozott, az osztrák-magyar hadsereg katonájaként harcolt az I. világháborúban. Hat gyermeke közül József az iskoláit Királytelken és Nyíregyházán végezte.
1946 és 1948 között betanított munkásként, majd vegyipari szakmunkásként a Nyírbogdányi Petróleumgyártó Rt-nél dolgozott. 1947-ben belépett a Magyar Kommunista Pártba.
Később a Dózsa György Népi Kollégiumban tanult. Sikeresen felvételizett a József Nádor Műszaki és Gazdaságtudományi Egyetemre, majd a Szovjetunióban tanulmányi ösztöndíjas volt. 1948 és 1952 között Leningrádban közgazdasági egyetemet végzett.
Hazatérését követően 1953-tól előbb az MDP, majd későbbiekben az MSZMP tagjai közé lépett. 1967. április 12-től 1973. június 27-ig az MSZMP KB Gazdaságpolitikai Osztály vezetője, a Gazdaságpolitikai Bizottság tagja.
Szakmai vezetője voltam az 1968-as gazdasági reform beruházási politikát kidolgozó munkacsoportnak, egyike a reformmunkákat vezető 25 felelős közgazdásznak. E reform sok kezdeményezést fékező kötöttséget feloldott a gazdaságirányítási rendszerben, és lényeges szerepet játszott például a mezőgazdaság fellendülésében, a vidék felemelkedésében.
1973. júliustól 1979. áprilisáig a KSH elnöke.
1970. november 28. és 1980. március 27. között az MSZMP Központi Bizottságának a tagja volt.
Az Európai Statisztikusok Bizottságában alelnöki tisztet töltöttem be. A tőkés országok statisztikai hivatalaival még a hidegháborús szembenállás idején is kollegiális szakmai tapasztalatcserét folytattunk. Én abban az időben a viszonosságnak megfelelően a miniszterelnök főnököm hozzájárulásával többször voltam hivatalosan az Egyesült Államokban, Kanadában, Spanyolországban, Finnországban, Indiában, Irakban,  Svájcban.

## Művei

### Cikkek
- Gazdasági fejlődésünk 30 éve (Statisztikai Szemle, 1975. április) Online változat
- Az elemző és tudományos tevékenység a Központi Statisztikai Hivatalban (Statisztikai Szemle, 1975. december) Online változat
- A magyar statisztika fejlődését befolyásoló környezeti tényezők az 1980-as években (Statisztikai Szemle, 1977. április) Online változat
- A műszaki fejlődésből származó lehetőségek a statisztikai szervezetek számára (Statisztikai Szemle, 1977. június) Online változat
- A Nagy Október hatása – KGST-országok statisztikai együttműködése (Statisztikai Szemle, 1977. november) Online változat
- A statisztikai felsőoktatás és a statisztikai gyakorlat összefüggései (Statisztikai Szemle, 1978. január) Online változat
- Az elemzés célja és mértéke a Központi Statisztikai Hivatal munkájában (Statisztikai Szemle, 1978. november) Online változat
- A KGST jelentősége a magyar népgazdaság és statisztikájának fejlődésében (Statisztikai Szemle, 1979. január) Online változat
- A társadalmi mobilitás elemzésének módszertana és nemzetközi összehasonlítása (Statisztikai Szemle, 1979. február) Online változat
- A Magyar Szocialista Munkáspárt határozatai és dokumentumai, 1971–1975 (Statisztikai Szemle, 1979. május) Online változat

### Könyvek
- Oktatási statisztika (Központi Statisztikai Hivatal, 1978) ISBN 963-340-193-3[5]
- Szoposztavlenyije tyehnyicseszkogo urovnya promislennosztyi Pol'si i Vengrii. Varsava-Budapest fevralʹ 1978 g.; KSH, Bp., 1978
- Társadalmi rétegződés és jövedelmek; Kossuth, Bp., 1978
- Tárgymutató az MSZMP határozatai és dokumentumai című kötetekhez, 1956-1975; Kossuth, Bp., 1983
- Társadalmi rétegződés és jövedelmek; 2. bőv. kiad.; Kossuth, Bp., 1983 ISBN 9630921081[6]
- 900 nap a 300 évből (Agroinform Kiadó és Nyomda Kft., Budapest, 2003) ISBN 963-502-778-8[7][8][9]
- Magyarország nemzeti vagyonvesztése, 1941-1947; Agroinform, Bp., 2013
- A hitleri megszállás pusztításai. Statisztikai adatok és történelmi adalékok, 1938-1945; Agroinform, Bp., 2015